# Montguyon
Montguyon é uma comuna francesa na região administrativa da Nova Aquitânia, no departamento de Charente-Maritime. Estende-se por uma área de 18,18 km². Em 2010 a comuna tinha 1 588 habitantes (densidade: 87,3 hab./km²).